# Dhungachalna
Dhungachalna (nep. ढुंगाछल्ना) – gaun wikas samiti w zachodniej części Nepalu w strefie Seti w dystrykcie Achham. Według nepalskiego spisu powszechnego z 2011 roku liczył on 982 gospodarstwa domowe i 5656 mieszkańców (2841 kobiet i 2815 mężczyzn).